# Конфлікт атрибутів

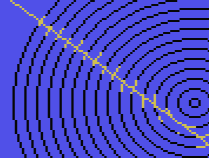
Конфлікт атрибутів на MSX 1

Конфлікт атрибутів або клешинг (англ. attribute clash) — артефакт графіки, що виявляється на деяких старих комп'ютерних відеосистемах і пов'язаний з апаратними обмеженнями. Найбільш відомий користувачам ZX Spectrum.

## Причини
Конфлікт атрибутів спостерігається у відеосистемах, де, через порівняно малий обсяг відеопам'яті, відсутня можливість призначати різні кольори кожному пікселю графічного екрана. Наприклад, у комп'ютері ZX Spectrum на кожному прямокутнику розміром 8×8 пікселів (знакомісці) могло бути використано одночасно лише два кольори (для тла і переднього плану). Спроба змінити колір одного пікселя на якийсь третій колір спричиняла змінення відповідного кольору в межах всього знакомісця.